# Olympus OM-D E-M10
Die Olympus OM-D E-M10 ist eine spiegellose Systemkamera des Herstellers Olympus für das Micro-Four-Thirds-System. Sie ist seit Februar 2014 im europäischen Handel erhältlich. Im September 2015 erschien das Nachfolgemodell OM-D E-M10 Mark II und zwei Jahre später das Modell Olympus OM-D E-M10 III.

## Beschreibung
Der Name und das Aussehen der Kamera der OM-D-Serie sind angelehnt an die von 1972 bis 2002 entwickelte OM-Serie von Olympus. Die OM-Serie umfasste jedoch ausschließlich Spiegelreflexkameras mit 35 mm Film, das OM-D-System basiert hingegen vollständig auf Digitaltechnik.
Die OM-D E-M10 ist nach der OM-D E-M5 und der OM-D E-M1 die dritte Kamera der OM-D Reihe und wurde als preiswertes Modell für Einsteiger konzipiert. Aus der OM-D E-M5 wurden dabei der 16-Megapixel-Sensor und der Sucher übernommen, während der Bildprozessor der neueren OM-D E-M1 entspricht. Dagegen besitzt die OM-D E-M10 lediglich einen 3-Achsen-Bildstabilisator (statt 5 Achsen bei den anderen beiden Modellen) und kein abgedichtetes Gehäuse.
Die Kamera  verfügt über ein eingebautes W-LAN-Modul, das sich mit der speziellen Olympus-App namens OI.Share auf einem Android- oder Apple-iOS-Smartphone oder -Tablet verbinden kann. Dadurch wird es möglich, das aktuelle Sucherbild auf dem Endgerät zu betrachten und die Kamera vollständig von dort aus zu steuern.

## Auszeichnungen
2014 wurde das Kameragehäuse vom Fotopresseverband Technical Image Press Association (TIPA) mit dem TIPA-Award „Best CSC Entry Level“ (CSC = Compact System Camera) ausgezeichnet.